# Santa Ana, California
Santa Ana este un oraș și sediul comitatului Orange, California, Statele Unite ale Americii.